# Bdeogale crassicauda
Bdeogale crassicauda (Мангуста пухнастохвоста) — ссавець, представник ряду хижих із родини мангустових. Проживає від східного Зімбабве й центрального Мозамбіку на північ через Малаві, східну Замбію, південно-східні Конго й Танзанію до кенійського передгір'я гори Лукенія Кенії; до 1850 м над рівнем моря. Проживає в бамбукових, акацієвих, гірських лісах.

## Етимологія
Родова назва походить від грец. bdeo — розбивати вітер або смердіти і грец. gale, що означає куниця-кішки або ласка. Назва виду походить від лат. crassus — густий і лат. cauda — хвіст.

## Морфологія
Морфометрія. Довжина голови й тіла: 400—500 мм, довжина хвоста: 180—300 мм, довжина задньої стопи: 70—84 мм, довжина вуха: 20—37 мм.
Опис. Забарвлення темно-коричневе, на відміну від спорідненого виду Bdeogale omnivora, забарвлення якого світло-коричневе. Характеризується чотирма пальцями на кожній з лап і пухнастим хвостом. Волосяний покрив складається з густого підшерстя й довшого покривного волосся. Зубна формула: I 3/3, C 1/1, P 4/4, M 2/2 = 40.

## Поведінка
Всеїдний.Здається, це нічні й солітарні тварини, хоча вдень їх теж спостерігали. Один зразок був знайдений сплячим у порожнині дерева. Кігті міцні але не мають чітко вираженого пристосування до копання.

## Генетика
Каріотип характеризується диплоїдним числом, 2n=36.

## Загрози та охорона
Немає серйозних загроз для виду. Присутній на кількох природоохоронних територіях.